# Allium stearnianum
Allium stearnianum är en amaryllisväxtart som beskrevs av Koyuncu, Özhatay och Fania Weissmann- Kollmann. Allium stearnianum ingår i släktet lökar, och familjen amaryllisväxter.
Artens utbredningsområde är Turkiet.

## Underarter
Arten delas in i följande underarter:
- A. s. stearnianum
- A. s. vanense